# Tablica przodków
Tablica przodków (także: wywód, drzewo, wykres, schemat, lista lub zestawienie przodków) – tablica genealogiczna obejmująca wszystkich przodków danej osoby (nazywanej probantem), co do zasady zarówno po mieczu (w linii męskiej), jak i po kądzieli (w linii żeńskiej).

## Dane
Jak każda tablica genealogiczna, tablica przodków zawiera imiona i nazwiska rodowe poszczególnych osób. Może też zawierać inne dane o wstępnych (np. rok lub miejsce urodzenia i śmierci). Informacje dodatkowe umieszcza się pod imieniem i nazwiskiem albo obok nich. Rodzaje uwzględnianych informacji zależą przede wszystkim od rozmiarów nośnika, na jakim wykonywany jest tablica (tj. od tego ile znaków pisarskich w danym układzie się na niej zmieści).

## Systemy oznaczania przodków
Przodków zamieszcza się (wymienia się) w przyjętej kolejności, zazwyczaj począwszy od przodków najbliższych a kończąc na najdalszych (tj. kolejno rodzice, dziadkowie, pradziadkowie itd.) oraz wymieniając najpierw przodków męskich a następnie żeńskich (tj. kolejno ojciec i matka, dziadek po mieczu, babka po mieczu, dziadek po kądzieli, babka po kądzieli itd.). Nie zawsze jednak sama kolejność jest wystarczająca do precyzyjnego zapisu, który nie będzie budził wątpliwości. Dlatego dla przejrzystości tablicy przodków, celem zagwarantowania jej bezbłędnego odczytania, poszczególne osoby opatruje się w jednym z uniwersalnych systemów oznaczania (numeracji, liczenia) przodków, zazwyczaj liczbą lub literami. Oznaczenia wprowadza się zwłaszcza gdy tablicy nie nadaje się formy drzewa, lecz formę listy.

### System Sosy–Kekulégo/Stradonitza
Jest to najczęściej stosowany sposób oznaczania przodków. Został stworzony w 1676 roku przez hiszpańskiego herolda Hieronima de Sosa, ale rozpropagowany został dopiero w XIX wieku przez Stephana Kekulé von Stradonitza. System ten nazywany jest jednym, dwoma lub wszystkimi nazwiskami jego autorów.
W systemie Sosy–Kekulégo/Stradonitza probant jest oznaczony numerem 1, jego ojciec 2, matka 3, dziadek ojczysty 4, babka ojczysta 5, dziadek macierzysty 6, babka macierzysta 7 itd. Kolejne pokolenia numeruje się w ten sposób, że numer czyjegoś ojca jest dwa razy większy niż numer tego dziecka, a numer matki to numer ojca zwiększony o jeden, np. dla osoby numer 7 — jej ojciec ma numer 14, a jej matka ma numer 15. Nie licząc probanta wszyscy mężczyźni są oznaczeni liczbami parzystymi, z kolei wszystkie kobiety — nieparzystymi. Małżeństwo tworzy więc para przodków oznaczona numerem parzystym męża i bezpośrednio po nim następującym nieparzystym numerem żony. Do oznaczania wystarczają więc kolejne liczby naturalne.
Wynika z tego, że:
- ojciec osoby o numerze x ma numer o wzorze: {\displaystyle x*2}
- matka osoby x ma numer o wzorze: {\displaystyle (x*2)+1}
- dziecko mężczyzny x ma numer o wzorze: {\displaystyle x/2}
- dziecko kobiety x ma numer o wzorze: {\displaystyle (x-1)/2}
- żona mężczyzny x ma numer {\displaystyle x+1}
- mąż kobiety x ma numer {\displaystyle x-1}

System ten najczęściej stosowany jest w Ahnentafel. Jego wadą jest nieuwzględnianie krewnych spoza linii prostej.

### System dwójkowy
Modyfikacją systemu Sosy i Kekulégo jest zapis tych liczb w systemie dwójkowym. Numer każdego mężczyzny kończy się cyfrą 1, a każdej kobiety — cyfrą 0. Do numeru każdego rodzica dodaje się oznaczenie jego dziecka z wykresu (wyjątek może dotyczyć samego probanta, jeżeli dla ułatwienia nie nadaje się mu żadnego oznaczenia). W ten sposób ojciec probanta otrzymuje numer 1, matka 0, dziadek ojczysty 11, babka ojczysta 10, dziadek macierzysty 01, babka macierzysta 00; wszyscy pradziadkowie to 111, 101, 011, 001; a wszystkie prababki to 110, 100, 010, 000.
Zaletą tego systemu jest to, że liczba cyfr danej liczby daje numer pokolenia przodka. Wadą jest zaś problem konwersji liczb dziesiętnych do dwójkowych, możliwość łatwej pomyłki oraz duża objętość znaków wszerz dla wysokich pokoleń (np. osoba w dziesiątym pokoleniu o numerze dziesiętnym 1648 dwójkowo zapisana jest jako 11001110000).

## Formy prezentacji
Przodkowie na tablicy mogą być połączeni liniami reprezentującymi relacje rodzinne pomiędzy nimi, albo też mogą być przedstawieni w postaci listy wyliczającej kolejnych przodków. Tabele przodków mogą przyjmować układ pionowy, poziomy lub kołowy.

### Układ pionowy
Na tablicy pionowej probant umieszczony jest z lewej strony, a kolejne pokolenia w dalszych kolumnach, przy czym mężczyzna-ojciec-mąż wymieniany jest zawsze jako pierwszy od góry, a kobieta-matka-żona bezpośrednio pod nim. Dzięki temu linia patrylinearna (męska) znajduje się zawsze na górze, a linia matrylinearna (żeńska) — zawsze na dole (teoretycznie możliwa byłaby odmienna kolejność, ale pod warunkiem zachowania konsekwencji w pracy genealoga). Kolejne pokolenia dodaje się zatem w kierunku od lewej do prawej.
```
                                                                ┌──  8. PRADZIADEK
                                 ┌── 4. DZIADEK OJCZYSTY      ──┤
                                 │                              └──  9. PRABABKA
              ┌── 2. OJCIEC    ──┤
              │                  │                              ┌── 10. PRADZIADEK
              │                  └── 5. BABKA OJCZYSTA        ──┤
              │                                                 └── 11. PRABABKA
1. PROBANT  ──┤
              │                                                 ┌── 12. PRADZIADEK
              │                  ┌── 6. DZIADEK MACIERZYSTY   ──┤
              │                  │                              └── 13. PRABABKA
              └── 3. MATKA     ──┤
                                 │                              ┌── 14. PRADZIADEK
                                 └── 7. BABKA MACIERZYSTA     ──┤
                                                                └── 15. PRABABKA

```

### Układ pionowy nawspak
Spotyka się również wariant, w którym probant znajduje się po prawej, a najstarsi przodkowie po lewej stronie (pokolenia rosną od prawej do lewej). Ten układ stosowany jest często na Wikipedii.
```
 8. PRADZIADEK   ──┐
                   ├──  4. DZIADEK OJCZYSTY      ──┐
 9. PRABABKA     ──┘                               │
                                                   ├──  2. OJCIEC   ──┐
10. PRADZIADEK   ──┐                               │                  │
                   ├──  5. BABKA OJCZYSTA        ──┘                  │
11. PRABABKA     ──┘                                                  │
                                                                      ├── 1. PROBANT
12. PRADZIADEK   ──┐                                                  │
                   ├──  6. DZIADEK MACIERZYSTY   ──┐                  │
13. PRABABKA     ──┘                               │                  │
                                                   ├──  3. MATKA    ──┘
14. PRADZIADEK   ──┐                               │
                   ├──  7. BABKA MACIERZYSTA     ──┘
15. PRABABKA     ──┘

```

### Układ poziomy
Tablicę przodków można również przedstawić w formie poziomej, w której probant znajduje się na samym jej dole, a przodkowie u góry. Linia męska znajduje się w takim układzie zawsze z lewej strony. Tablice poziome ze względów edytorskich zajmują więcej miejsca i zazwyczaj mieszczą mniejszą liczbę pokoleń, w porównaniu do tablic pionowych. W związku z tym mogą również sprawiać wrażenie mniej przejrzystych.
```
   8.      9.    10.     11.    12.     13.    14.     15.
 PRADZ.  PRAB.  PRADZ.  PRAB.  PRADZ.  PRAB.  PRADZ.  PRAB.
   │       │      │       │      │       │      │       │
   └──┬────┘      └───┬───┘      └───┬───┘      └───┬───┘
      │               │              │              │
 4. DZIADEK       5. BABKA    6. DZIADEK      7. BABKA
      │               │              │              │
      └──────┬────────┘              └──────┬───────┘
             │                              │
        2. OJCIEC                      3. MATKA
             │                              │
             └───────────────┬──────────────┘
                             │
                       1. PROBANT

```

### Układ poziomy odwrócony
```
                      1. PROBANT
                            │
            ┌───────────────┴──────────────┐
            │                              │
       2. OJCIEC                      3. MATKA
            │                              │
     ┌──────┴────────┐              ┌──────┴───────┐
     │               │              │              │
4. DZIADEK       5. BABKA    6. DZIADEK      7. BABKA
     │               │              │              │
  ┌──┴────┐      ┌───┴───┐      ┌───┴───┐      ┌───┴───┐
  │       │      │       │      │       │      │       │
PRADZ.  PRAB.  PRADZ.  PRAB.  PRADZ.  PRAB.  PRADZ.  PRAB.
  8.      9.    10.     11.    12.     13.    14.     15.

Wywód przodków w formie koła

```

### Układ kołowy
Wywód przodków w formie koła składa się z koła centralnego, w którym wpisuje się probanta, oraz symetrycznie otaczających ich kolejnych pasów (obszarów pomiędzy okręgami), które odpowiadają jednemu pokoleniu, a podzielone są na parzystą liczbę części (poszczególni przodkowie). Pierwszy pas podzielony jest na dwie części (rodzice, 180°), drugi na cztery (dziadkowie, 90°), trzeci na osiem (pradziadkowie, 45°), czwarty na szesnaście części (prapradziadkowie 22,5°) itd.
Układ kołowy ma formę graficzną odbieraną przez wielu genealogów jako interesującą wizualnie i pozwala zmieścić większą liczę osób niż wykresy w innych układach na tej samej powierzchni. Zarzuca mu się jednak mniejszą czytelność.

Wywód przodków w formie wachlarza

### Wachlarz
Podobnym do wywodu w formie koła jest wykres przodków w formie wachlarza, popularny zwłaszcza w krajach anglosaskich. Tworzy się go odręcznie wpisując dane przodków na standardowym formularzu wachlarza, dostępnych w sklepach. Zasada budowy jest taka sama jak dla układu kołowego, z tą różnicą, że zamiast pasów-okręgów są pasy z półokręgów (jeden rodzic zajmuje 90°, jeden dziadek 45° itd.).

### Lista
Popularną formą wywodu przodków jest także proste zestawienie przodków w formie listy, gdzie informacje o każdej osobie zajmują osobne wersy bądź osobne ustępy akapitów. W przypadku zastosowania wybranego systemu oznaczania przodków, osoby nieznane pomija się.

#### Ahnentafel
Ahnentafel (niem. tablica ascendentów) to lista przodków oznaczonych w systemie Sosy–Kekulégo/Stradonitza.
```
                        POKOLENIE PIERWSZE
 1. Aaa BBB (2000-)
                        POKOLENIE DRUGIE
 2. Ccc BBB (1970-)
 3. Ddd EEE (1975-)
                        POKOLENIE TRZECIE
 4. Fff BBB (1945-)
 5. Ggg HHH (1949-1990)
 6. Iii EEE (1950-)
 7. Jjj KKK (1952-)
                        POKOLENIE CZWARTE
 8. Lll BBB (1918-1970)
 9. Mmm NNN (1930-)
12. Ooo EEE (1921-1950)
13. Ppp QQQ (1935)
                        POKOLENIE PIĄTE
16. Rrr BBB
18. Sss NNN
24. Ttt EEE
25. Uuu VVV
26. Www QQQ
27. Xxx YYY
                        POKOLENIE SZÓSTE
50. Zzz VVV

```

### Tablica częściowa
W ujęciu idealnym, każda tablica przodków powinna zawierać imiona wszystkich znanych przodków i nadawać się do objęcia wzrokiem (w obrębie arkusza papieru), ale jeżeli znane są imiona znacznej liczby pokoleń, umieszczenie ich wszystkich ogranicza przejrzystość, bądź nie jest możliwe zmieszczenie wszystkich danych na jednej kartce (ekranie). Stąd często spotyka się tablice częściowe, ograniczone do pewnej liczby pokoleń najbliższych probantowi bądź do jednej linii (męskiej, żeńskiej lub o danym nazwisku).
Tablica częściowa może również być użyta do przedstawienia pochodzenia probanta od jednego przodka, pokazując tylko niezbędne filiacje i koicje, a pozostałych przodków pomijając. Taką tablicę w innych językach nazywa się linią pochodzenia lub linią krwi (np. ang. line of descent).
Przykładowy wywód pochodzenia osoby "ooo HHH" (nr 1) od "aaa AAA" (nr 206).
```
 206. Aaa AAA   x   207. Bbb BBB
                │
                └─────────┐
                          │
 102. Ccc CCC   x   103. Ddd AAA
                │
                └─────────┐
                          │
  50. Eee DDD   x    51. Fff CCC
                │
                └─────────┐
                          │
  24. Ggg EEE   x    25. Hhh DDD
                │
        ┌───────┘
        │
  12. Iii EEE   x    13. Jjj FFF
                │
        ┌───────┘
        │
   6. Kkk EEE   x     7. Lll GGG
                │
                └─────────┐
                          │
   2. Mmm HHH   x     3. Nnn EEE
                │
                │
          1. Ooo HHH

```

## Wykonanie
Zobacz więcej w osobnym artykule: Wykonanie tablicy genealogicznej

## Urzędowe wywody przodków

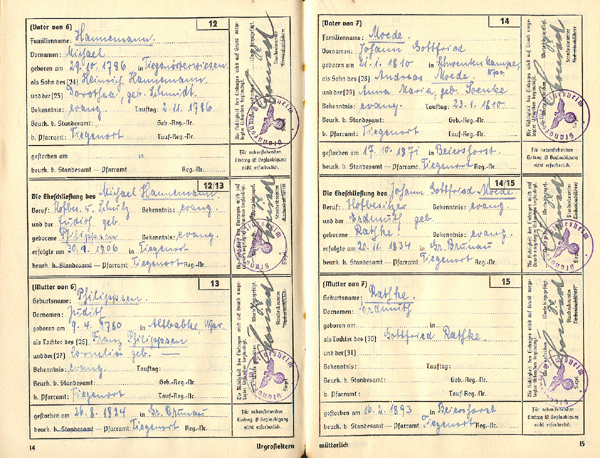
Ahnenpass z okresu III Rzeszy

Wywody przodków wykazujące pochodzenie szlacheckie (od 3 do 5 pokoleń) były wymagane jeszcze w połowie XX w. przy wstępowaniu do wielu zakonów rycerskich lub elitarnych zgromadzeń (kanoniczki). Wywody dokumentujące pochodzenie szlacheckie często bywają uzupełniane wizerunkami herbów, przy osobach z najdawniejszej generacji, bądź przy każdej osobie w wykresie.
W III Rzeszy w związku z wprowadzeniem ustaw norymberskich wymagany był przy pełnieniu urzędów, funkcji publicznych i wielu zawodów wywód przodków wykazujący aryjskie pochodzenie probanta. Wydawano w tym celu specjalny druk, tzw. Ahnenpass (niem. paszport, dowód przodków), zawierający wywód przodków w formie tabeli w układzie poziomym, z numeracją według systemu Kekulégo, obejmującą zazwyczaj 5 pokoleń oraz w osobnych rubrykach, a na kolejnych stronach wpisy szczegółowe dotyczące poszczególnych antenatów. Każdy wpis, a także cały wywód genealogiczny musiały być potwierdzone urzędowo, podpisem i pieczęcią urzędu stanu cywilnego lub parafii.

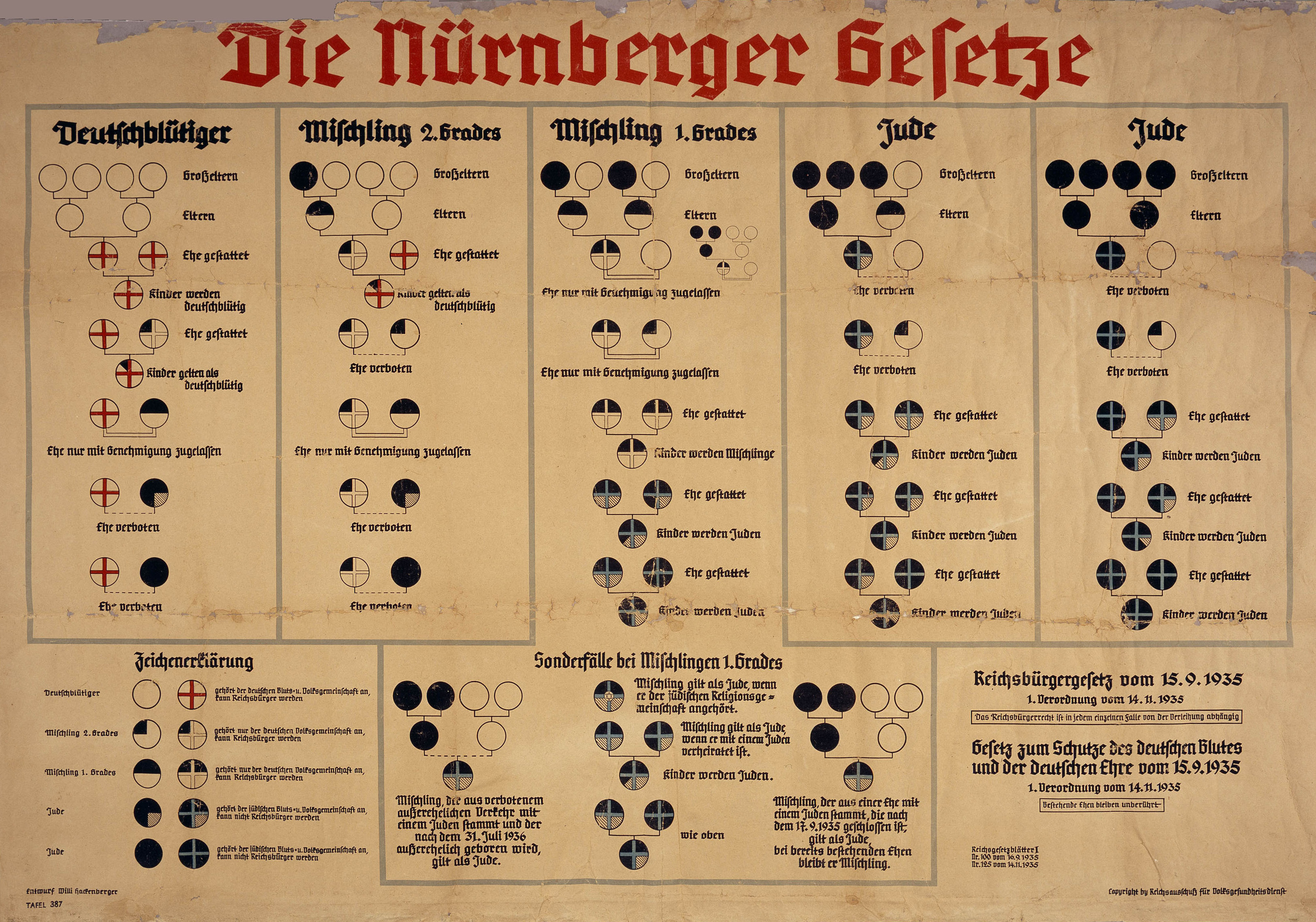

Schemat po lewej stronie przedstawia pseudonaukowy podział rasowy, stanowiący podstawę rasowej polityki narodowosocjalistycznych Niemiec. Tylko osoby posiadające czworo dziadków Niemców (cztery białe okręgi – pierwsza tabelka od lewej) były uznawane za "pełnokrwistych" Niemców. Obywatele niemieccy mający w swoim drzewie genealogicznym trzech lub czterech żydowskich przodków (czwarta i piąta kolumna od lewej) byli uznawani według ustaw norymberskich za Żydów. Środkowa kolumna przedstawia podział mischlingów, w zależności od ilości żydowskich przodków. Wszyscy żydowscy dziadkowie byli automatycznie definiowani jako członkowie żydowskiej wspólnoty religijnej (bez względu na to, w jakim stopniu w rzeczywistości identyfikowali się z tą grupą). W każdej kolumnie wyszczególnione są dopuszczalne i zabronione małżeństwa między poszczególnymi grupami. Małżeństwa między "czystymi" Niemcami a mischlingami dopuszczalne były jedynie w przypadku mischlingów mających nie więcej niż ćwierć krwi niearyjskiej.

## Przykłady wywodu przodków w literaturze
- Forst-Battaglia O., Wywód przodków Maryi Leszczyńskiej, „Rocznik Towarzystwa Heraldycznego we Lwowie”, Tom IV, 1913, Z. 1.
- Wilhelm Karl, Prinz von Isenburg: Meine Ahnen – Ahnentafel nebst Register und Quellennachweisen, Leipzig, Degener, 1925 – jeden z najobszerniejszych wydanych drukiem wywodów przodków obejmujący 13 generacji.